# 統一共和党
統一共和党（とういつきょうわとう）は、中華民国初期の公開政党。中華民国成立直後に結成された。
中央統一、公平な税制、民生重視、保護貿易、金本位制採用、軍国民教育・専門学術促進、徴兵制採用など12条の政綱を掲げた。総幹事は蔡鍔と王芝祥、常務幹事は彭允彝、殷汝驪、欧陽振声などで、他の有力幹部には谷鍾秀、呉景濂がいる。ただし蔡鍔は、1912年（民国元年）8月に離脱している。
中国同盟会の別働隊的存在であった。臨時参議院では25議席を擁し、同盟会、統一党に次ぐ第3位の勢力となっている。1912年8月、宋教仁の指導の下で国民共進会など他の小政党と合併し、国民党を結成した。